# Phorocera webberi
Phorocera webberi là một loài ruồi trong họ Tachinidae.